# Narančastoglava pletilja
Narančastoglava pletilja (Ploceus princeps) je vrsta ptice iz porodice Ploceidae. Endem je Svetog Tome i Príncipa, gdje se nalazi na otoku Príncipe. Opisao ju je Charles Lucien Bonaparte 1851. godine. Prirodno stanište su suptropske ili tropske vlažne nizinske šume.

## Vanjske poveznice
- (engl.)Principe Golden Weaver -  Species text in Weaver Watch.